# Luisa Carvajal y Mendoza
Luisa Carvajal y Mendoza (Jaraicejo, 2 de enero de 1566 o 1568− Londres, 2 de enero de 1614) fue una poetisa mística de España.

## Biografía

### Primeros años
Nació en la aldea de Jaraicejo (Cáceres), de familia noble. Su padre fue Francisco de Carvajal y su madre María de Mendoza, hermana de Francisco Hurtado de Mendoza, primer marqués de Almazán. Fue la única hija, después de cinco varones. Cuando cumplió seis años de edad falleció primero su madre y casi inmediatamente después, su padre. Fue separada de sus hermanos y enviada a Madrid a vivir con su tía abuela materna, María Chacón, quien había sido aya de las infantas Isabel Clara Eugenia y Catalina Micaela.
En 1576, cuando murió también su tía, fue a vivir a Soria con su tío materno, Francisco Hurtado de Mendoza, marqués de Almazán, junto a la esposa de éste y sus primas. Allí recibió una educación doméstica e intelectual esmerada: lecciones de latín, lectura de los clásicos, conocimientos cristianos y la práctica de la caridad, una de las ocupaciones más importantes de las mujeres nobles.

### Adolescencia
Su tío, marqués de Almazán, fue nombrado en 1579 virrey de Navarra y se marchó a vivir a Pamplona. Al cumplir Luisa Carvajal los trece años, su tío la mandó llamar y ella se mudó a Pamplona sola, sin su tía y sin una ama de llaves que vigilara la relación del marqués con la niña. En un manuscrito acerca de su vida espiritual ―que más adelante, en la víspera de su viaje a Inglaterra, dirigió a su confesor― Luisa Carvajal no llega a explicar claramente qué sucedió con su tío, pero alcanza a mostrar que el marqués la sometió a sádicas «penitencias».

### Votos religiosos
En 1591 su tío la autorizó a vivir en otra casa, en compañía de una criada. Carvajal comenzó a llevar una vida independiente. En 1592 fallecieron sus tíos (el marqués y su esposa). Carvajal reclamó su herencia paterna y la donó a los jesuitas, con quienes había estrechado lazos. A los 26 años de edad abandonó las costumbres de la nobleza llegando a usar vestimenta de monja en su casa, pero sin entrar en un convento. En el propio palacio de su tío, comenzó una asociación religiosa con los miembros de la servidumbre de sus tíos. En 1593, hizo los votos de pobreza, obediencia, mayor perfección y martirio. A partir de este momento, en su residencia estableció una especie de beaterio. También brindaba consuelo y consejo a las damas nobles y reales que la solían visitar.
En 1595, conmovida por la ejecución en Inglaterra del jesuita inglés Henry Walpole, decidió dedicar su fortuna a la creación y mantenimiento del Colegio Inglés de Jesuitas en Lovaina (Países Bajos españoles). En 1597, recibió permiso de su confesor para recibir la comunión a diario, algo muy inusual entonces. En 1598 escribió: «Procuraré, cuanto me sea posible, buscar todas las ocasiones de martirio que no sean repugnantes a la ley de Dios». En esta época empezó a escribir acerca de sus experiencias místicas y desarrolló la mayor parte de su producción poética. Sus sacrificios llegaron a ser tan extremos que mermaron su salud. Contrajo una enfermedad contra la cual tuvo que luchar el resto de su vida y por la que decidió abandonar sus experimentos de pobreza.
En 1601, se mudó a Valladolid, donde se había instalado la corte real. En 1602 realizó allí los ejercicios espirituales de san Ignacio de Loyola. En 1604 hizo escribir su testamento, dispuesta al martirio.

### Vida en Londres
El 24 de enero de 1605 partió hacia Londres a donde llegó completamente sin dinero en noviembre de 1605, vía París y Bruselas. Las disciplinas que usaba le fueron confiscadas en las aduanas al entrar. Llegó en el peor momento: justo antes de la llamada Conspiración de la Pólvora (Gunpowder Plot), en que un grupo de católicos intentó volar por los aires el Parlamento inglés para derrocar el Gobierno del rey Jacobo I. En esta época Carvajal se dedicó a la peligrosa tarea de proteger a estos acusados. Desde Inglaterra escribiría un abundante epistolario.
En Londres, el superior de los jesuitas, Enrique Garnet, intentó disuadirla de sus deseos de martirio y el embajador español Alonso de Velasco la tuvo bajo su protección. Para llevar a cabo su clandestina labor misionera («al servicio de Dios y de la Sagrada Virgen») aprendió el idioma inglés. Visitaba a sacerdotes y laicos católicos presos en las cárceles inglesas, realizaba misiones evangelizadoras y fundó la Compañía de la Soberana Virgen María, Nuestra Señora, para mujeres.

### Primer encarcelamiento
En 1608 fue encarcelada por primera vez. Pudo salir indemne gracias al apoyo diplomático de la embajada española en Londres.
Después de su liberación se dedicó a recoger los miembros amputados de los católicos, ejecutados por descuartizamiento. Ella misma los adecentaba y guardaba en cajas de plomo como reliquias.
El 9 de diciembre de 1610, «la dama española Donna Luisa de Carvajal» proveyó un banquete en la prisión de Newgate para veinte condenados católicos, entre los que se encontraba el monje benedictino católico John Roberts (c. 1576-1610). En el agasajo ella presidió la mesa y John Roberts fue el invitado de honor. Al día siguiente él fue colgado y descuartizado en Tyburn. Carvajal pudo recuperar un dedo, que se conserva en la abadía de Downside.

### Segundo encarcelamiento
En 1613, el arzobispo de Canterbury George Abbot la hizo encarcelar por segunda vez junto a tres de sus compañeras, debido a que algunos creían que estaba conspirando contra el rey Jacobo I y su parlamento. Esto provocó un verdadero conflicto diplomático, ya que el rey inglés quería conservar la paz con España. Una vez más, el embajador español ―esta vez Diego Sarmiento de Acuña, I conde de Gondomar― logró liberarla. Sin embargo, a raíz de este nuevo encarcelamiento, la corte madrileña del rey Felipe III dictó una orden en la que exigía que Carvajal retornara inmediatamente a la península Ibérica.

### Muerte
En pleno invierno, Luisa Carvajal salió enferma de la cárcel. Antes de poder cumplir con la orden de su rey, falleció en casa de Gondomar el 2 de enero de 1614, el mismo día en que cumplía los 48 de edad. Sus restos volverían a España en agosto de 1615, siendo enterrada en el Real Monasterio de la Encarnación de Madrid.
Está pendiente la causa de su beatificación.

## Obras
De sus poemas no existen ejemplares originales. Algunos de ellos se conocen por la publicación que terceras personas hicieron de ellos. En el Real Monasterio de la Encarnación se conservan 178 cartas, así como todos sus manuscritos, incluido su testamento.
La temática de toda su obra es eminentemente religiosa. En poesía, ensayó todas las formas que se usaban en el barroco, o sea, las tradicionales letrillas, décimas, romances, liras, redondillas, villancicos, octavas reales y sonetos.
- Cartas.
- Poesías espirituales (o Poesías espirituales de la venerable doña Luisa de Carvajal y Mendoza).
- Muestras de su ingenio y de su espíritu (publicado en 1885).

### Un soneto
¿Cómo, di, bella Amari, tu cuidado
estimas en tan poco, que, olvidada,
de quien con tanto amor eres amada,
te empleas en el rústico ganado?
¿Hate la vana ocupación comprado?
¿Qué nigromántica arte embelesada
te trae, y de tu bien tan trascordada?
¡Ay, alevosa fe! ¡Ay, pecho helado!
Vuelve, Amari, repara que perdiendo
vas de amor el camino, digo, atajo.
Y ese que llevas, ancho y deleitoso,

suele mañosamente ir encubriendo
entre las florecillas, y debajo
de verde hierba, el paso peligroso.